# Les Lèves-et-Thoumeyragues
Les Lèves-et-Thoumeyragues är en kommun i departementet Gironde i regionen Nouvelle-Aquitaine i sydvästra Frankrike. Kommunen ligger i kantonen Sainte-Foy-la-Grande som tillhör arrondissementet Libourne. År 2022 hade Les Lèves-et-Thoumeyragues 558 invånare.

## Befolkningsutveckling
Antalet invånare i kommunen Les Lèves-et-Thoumeyragues
Referens:INSEE